# André Waterkeyn
André H. J. Waterkeyn  (23. kolovoza 1917. – Bruxelles, 4. kolovoza 2005.) je belgijski inženjer i bivši belgijski hokejaš na travi. 
Rodio se u Engleskoj.
Poznat je kao projektant Atomija u Bruxellesu.
Waterkeyn je 1954. bio komercijalnim direktorom Fabrimetala, saveza metalurških društava, kad ga se zamolilo da projektira zgradu za svjetsku izložbu 1958. koja bi simbolizirala belgijske graditeljske vještine.
Waterkeyn je posjedovao autorska prava za sve reprodukcije Atomija. Bio je predsjedateljem odbora za Atomij sve do 2002., kad je njegov sin preuzeo tu dužnost. 
Umro je u Bruxellesu 2005. Nakon njegove smrti je vršna kugla i trg gdje se nalazi Atomij se dobila ime po njemu.

## Športska karijera
Waterkeyn se bavio i hokejem na travi. Na hokejaškom turniru na Olimpijskim igrama 1948. u Londonu je igrao za Belgiju. Belgija je ispala u 1. krugu. Osvojila je 3. mjesto u skupini "C", s dvije pobjede i dva poraza, pri čemu valja spomenuti da je tijesno izgubila od pobjednika skupine, Pakistana, s 2:1. Belgija je dijelila 5. do 13. mjesto u završnom poredku. Odigrao je jedan susret za Belgiju.

## Vanjske poveznice
- Profil na Sports Reference.com  Arhivirana inačica izvorne stranice od 26. kolovoza 2017. (Wayback Machine)